# جيرت هانسن
جيرت هانسن (بالدنماركية: Gert Hansen)‏ هو لاعب كرة قدم دنماركي، ولد في 27 أكتوبر 1937. شارك مع منتخب الدنمارك لكرة القدم. أما مع النوادي، فقد لعب مع كوبنهاغن بولدكلوب ونادي أودنسه.

## وصلات خارجية
- جيرت هانسن على موقع قاعدة بيانات كرة القدم.إي يو (الإنجليزية)
- جيرت هانسن على موقع ناشيونال فوتبول تيمز (الإنجليزية)